# Мілада Блажкова
Мілада Блажкова (чеськ. Milada Blažková, 30 травня 1958) — чеська хокеїстка на траві.
Срібна призерка Олімпійських Ігор 1980 року.